# Savarna tesselata
Savarna tesselata là một loài nhện trong họ Pholcidae. Loài này được phát hiện ở Malaysia.